# Alexander Kaufmann
Franz Alexander Kaufmann, född den 14 maj 1821 i Bonn, död den 1 maj 1893, var en tysk skald.
Kaufmann, som var arkivråd i Wertheim, vann genom sina av innerlighet och käck levnadsglädje utmärkta sånger och romantiska sagor stor gunst hos allmänheten, i synnerhet i Rhentrakterna. Han utgav bland annat Gedichte (1852), Mainsagen (1853) och Unter den Reben (1871). 
Kaufmanns maka, Mathilde Kaufmann, född Binder (1835-1907), gjorde sig under pseudonymen Amara George känd som 
författarinna (Blüten der Nacht, 1857, med mera).